# Rendert Algra
Rendert Hylke Algra (Sneek, 5 oktober 1963) is een Nederlands voormalig politicus. Hij was van 26 juli 2002 tot 30 november 2006 en van 1 september 2009 tot 17 juni 2010 lid van de Tweede Kamerfractie voor het CDA. Van juni 2010 tot april 2012 was hij voorzitter van de vakbond De Unie. Het protestantse oud-Kamerlid is sinds 1 mei 1985 lid van het CDA.

## Biografie
Na de protestants-christelijke lagere school te Kubaard volgde hij havo en atheneum aan het J. Brugman College te Bolsward, waar hij in 1982 zijn atheneumdiploma behaalde. Van 1983 tot 1984 volgde hij lessen aan de hogere landbouwschool in Amsterdam, een opleiding die hij niet voltooide. Van 1985 tot 1987 volgde hij de politieopleiding in Amsterdam.
Van 1 april 1982 tot 1 juni 1983 was hij meewerkend voorman bij een melkveehouderij, van 1 februari 1984 tot 1 augustus 1985 zelfstandig judoleraar te Wommels en Dronrijp en van 1 april 1985 tot 1 januari 1990 politieagent te Amsterdam. Vervolgens vervulde hij verscheidene functies bij het CNV.
Van 1 april 1990 tot 12 april 1994 was hij al lid van de deelgemeenteraad Amsterdam-Westerpark, van 1 april 1998 tot 1 januari 2003 lid van de gemeenteraad van Heerenveen (van 1998 tot 2003 fractievoorzitter) en van 1 februari 2001 tot 1 augustus 2002 unit manager bij HR Frico Cheese Productie te Wolvega. Hij heeft sinds 1988 diverse bestuursfuncties vervuld in het bestuur van CDA-organen. Sinds 1 januari 2001 is Algra directeur-grootaandeelhouder van CNAL BV te Tzum.
In het verleden heeft Algra diverse bestuursfuncties bekleed bij stichtingen en (semi-)overheidsorganen. In de Tweede Kamer hield hij zich onder meer bezig met politie, marechaussee, startersbeleid, consumentenbeleid en ESF-subsidies.
Als enige in zijn fractie stemde Algra in 2003 vóór een motie die een regeling moest treffen voor uitgeprocedeerde asielzoekers die lange tijd in Nederland verbleven. Daarnaast stemde hij in 2005 als enige van de Kamerfractie vóór een motie-Kant over een registratiesysteem voor orgaandonoren, voorheen nog een speerpunt van het CDA. Wegens wrijving met zijn fractie door beide stemmingen werd hij bij de Tweede Kamerverkiezingen van 2006 op nummer 54 van de CDA-lijst gezet. Onder het motto "Kies 'n Fries" probeerde hij nog met voorkeurstemmen in de kamer te komen. Hij kreeg echter niet genoeg voorkeurstemmen.
Op 1 september 2009 keerde hij terug in de Tweede Kamer na het vertrek van Wim van de Camp naar het Europees Parlement. Op 16 juni nam hij afscheid van de Tweede Kamer, waar hij op zijn laatste dag in de Tweede Kamer werd benoemd tot Ridder in de Orde van Oranje-Nassau door Kamervoorzitter Gerdi Verbeet, namens de Koningin.
- Parlement.com: vg9fgopqqazm